# Zapada chila
Zapada chila är en bäcksländeart som först beskrevs av William Edwin Ricker 1952.  Zapada chila ingår i släktet Zapada och familjen kryssbäcksländor. Inga underarter finns listade i Catalogue of Life.